# Европейская политика соседства

Европейская политика соседства

Европейская политика соседства; ЕПС (англ. European Neighbourhood Policy; ENP) представляет собой новый подход Европейского союза к соседним странам с целью укрепления отношений между Евросоюзом и его странами-соседями и сотрудничества по созданию зоны безопасности и благосостояния, «кольца дружественных стран» на границах Европейского союза. ЕПС также призвана предоставить странам-соседям Евросоюза возможность более тесного сотрудничества с ЕС в области политики, безопасности, экономики и культуры.
Европейская Комиссия в январе 2009 года дала старт Проекту информационной и коммуникационной поддержки ЕИСП, чтобы рассказать о взаимоотношениях ЕС с соседями и партнёрами на востоке и странами-партнёрами в Средиземноморье.

## Цели Европейской политики соседства
Главная цель ЕПС — укрепление стабильности, безопасности и повышения благосостояния всех заинтересованных стран. Об укреплении стабильности и надлежащего правления в соседних с ЕС странах, говорится также в Европейской Стратегии Безопасности, одобренной Европейским Советом в декабре 2003 года.
Европейская Политика Соседства не предоставляет странам-партнёрам перспективу присоединения к Европейскому союзу, но предлагает привилегированные отношения с ЕС и способствование в достижении целей в различных областях сотрудничества.

## Происхождение
Историческое расширение Европейского союза стало для него большим шагом по пути укрепления безопасности и роста процветания на европейском континенте, но также означает и изменение внешних границ Союза. Эти обстоятельства не только открыли новые возможности, но и поставили новые задачи. Европейская политика соседства является ответом на эту новую ситуацию.
В марте 2003 года Комиссия представила своё Сообщение «Большая Европа — соседи: новая основа отношений с восточными и Южными соседями ЕС», в котором впервые были представлены принципы новой Европейской политики соседства и отмечалась важность ЕС в укреплении отношений с странами-соседями. Согласно этому Сообщению для оказания содействия третьим странам, включая страны, охватываемые в настоящее время программами Тасис и МЕДА, Комиссия предлагает создать Европейский инструмент соседства. Эта идея получила дальнейшее развитие в Сообщении, подготовленном в июле 2003 года «На пути к новому инструменту соседства».
В октябре 2003 года Европейский совет приветствовал прогресс, достигнутый в ходе реализации этой инициативы и призвал Совет и Комиссию продолжить эту работу с тем, чтобы обеспечить комплексный сбалансированный и пропорциональный подход, включая создание финансового инструмента.
В мае 2004 года Европейская комиссия представила Сообщение «Европейская политика соседства. Стратегия и Доклады по Странам», в котором указываются чёткие шаги по внедрению Европейской политики соседства и методы распространения благ расширения ЕС на соседние страны.
Эти приоритетные цели предполагается включить в совместно согласованный План действий, который представляет собой ключевой политический документ в укреплении отношений между ЕС и странами-партнёрами.
Планы действий будут опираться на взаимной приверженности общим ценностям, главным образом в области верховенства закона, надлежащего управления, соблюдения прав человека, включая права меньшинств, развитии добрососедских отношений и принципах рыночной экономики и устойчивого развития. Предполагается также, что страны-партнёры возьмут на себя обязательства в отношении некоторых важнейших аспектов внешней деятельности ЕС, включая, в частности, борьбу с терроризмом и распространением оружия массового уничтожения, а также соблюдение норм международного права и усилия по разрешению конфликтов.

## Страны, включенные в сферу Европейской политики соседства
ЕПС адресована нынешним соседям ЕС, а также тем, кто стал ближе к ЕС в результате расширения.
В Восточной Европе и на Южном Кавказе: Азербайджан, Армения, Беларусь, Грузия, Украина и Молдова.
В Средиземноморском регионе: Алжир, Египет, Израиль, Иордания, Ливан, Ливия, Марокко, Сирия, Тунис, а также Палестинская автономия.
ЕС и Россия приняли решение далее развивать своё стратегическое партнёрство путём создания четырёх общих пространств в соответствии с решениями, принятыми на Санкт-Петербургском саммите в 2003 году.
Россия и ЕС осуществляют пять программ приграничного сотрудничества 2007—2013 гг. «Коларктик», «Карелия», «Юго-Восточная Финляндия — Россия», «Эстония — Латвия — Россия», «Литва — Польша — Россия». В 2009 году были подписаны соглашения о реализации и финансировании этих программ. На реализацию программ российская сторона выделила 103,7 млн евро.
В 2014 году стороны начали разрабатывать новые программы на 2014—2020 гг. «Коларктик», «Карелия», «Юго-Восточная Финляндия — Россия», «Россия — Эстония», «Россия — Латвия», «Россия — Литва» и «Россия — Польша».